# Dolchamar
Dolchamar (de l'espéranto dolĉamaro, « douce-amère ») est un groupe d'indie pop finlandais, chantant en espéranto, originaire de Londres, en Angleterre. Il est formé en 1999 à Londres, mais officie actuellement en Finlande où il jouit d'une grande popularité au-delà de la sphère espérantophone.

## Biographie
Le groupe est formé en 1999 à Londres, en Angleterre, et publie un premier album, intitulé Kun ikso cette même année.
Le morceau Ĉu vi pretas? est issu de leur album Lingvo intermonda, publié en 2000. Le titre vient de Ĉu vi pretas por la veno de Dolchamar?. La punchline Ĉu vi pretas? est une manière de demander au public s'il est prêt. Elle apparait brièvement dans un morceau de La Mondanoj, un groupe de hard rock espéranto des années 1980, et deviendra une phrase couramment utilisée chez les espérantophones,.
Dolchamar a également contribué à deux titres sur la compilation Elektronika kompilo (2003).

## Style musical
Son style musical est initialement imprégné de rock électronique et de hip-hop, mais à partir du disque Rebela Sono, qui vit également le nom du groupe changer de Dolcxamar à Dolchamar, le groupe prend une orientation rock.

## Membres
- Patrik Austin - voix, guitare
- Hannu Linkola - percussions
- Sebastian Dumitrescu - basse
- Andrei Dumitrescu - claviers